# Minerals òxids

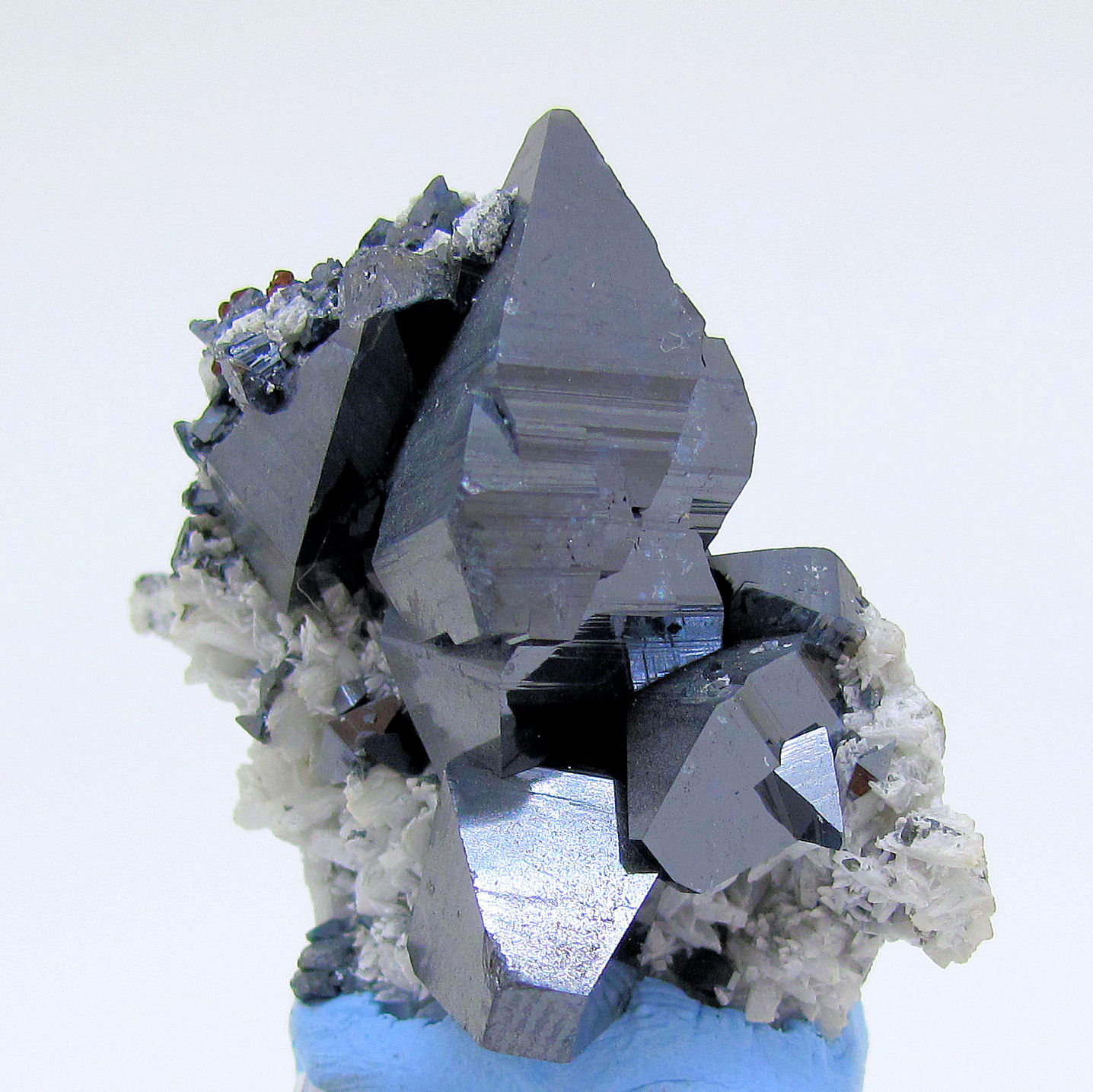
Anatasa, un mineral de la classe dels òxids

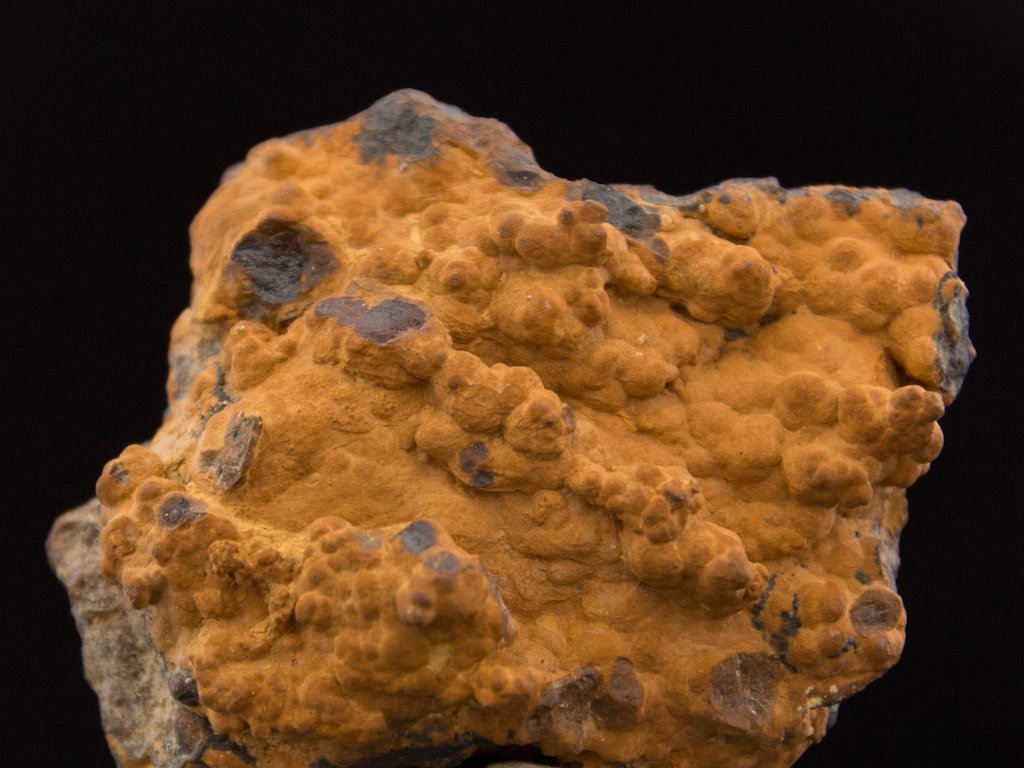
Limonita, un mineral hidròxid

La classe dels minerals òxids inclou aquells minerals en el qual l'anió òxid (O2-) està unit a un o més ions metàl·lics. Els minerals que inclouen hidròxid s'inclouen també normalment en aquesta classe. Els minerals amb complexos grups d'anions, com ara els silicats, sulfats, carbonats i fosfats es classifiquen per separat.
Segons la Classificació de Nickel-Strunz, els minerals òxids s'estructuren de la següent manera:
04.A - Metall: Oxigen = 2,1 i 1:1
04.AA - Catió:Anió (M:O) = 2:1 (i 1.8:1)
04.AA.05 - Gel
04.AA.10 - Cuprita
04.AA.15 - Paramelaconita
04.AB - M:O = 1:1 (i fins a 1:1.25); amb només cations de mida petita i mitja
04.AB.05 - Crednerita
04.AB.10 - Tenorita
04.AB.15 - Delafossita, mcconnel·lita
04.AB.20 - Bromellita, zincita
04.AB.25 - Bunsenita, calç, manganosita, monteponita, períclasi, wüstita
04.AB.30 - Pal·ladinita
04.AC - M:O = 1:1 (i fins a 1:1.25); amb cations grans (+ - els més petits)
04.AC.05 - Swedenborgita
04.AC.10 - Brownmil·lerita, srebrodolskita
04.AC.15 - Montroydita
04.AC.20 - Litargiri, romarchita
04.AC.25 - Massicot
04.B - Metall: Oxigen = 3:4 i similars
04.BA - Amb cations de mida petita i mitja
04.BA.05 - Crisoberil
04.BA.10 - Manganostibita
04.BB - Amb només cations de mida mitja
04.BB.05 - Cromita, cocromita, coulsonita, cuprospinel·la, filipstadita, franklinita, gahnita, galaxita, hercynita, jacobsita, manganocromita, magnesiocoulsonita, magnesiocromita, magnesioferrita, magnetita, nicromita, qandilita, espinel·la, trevorita, ulvöspinel·la, vuorelainenita, zincocromita
04.BB.10 - Hausmannita, hetaerolita, hidrohetaerolita, iwakiïta
04.BB.15 - Maghemita, titanomaghemita
04.BB.20 - Tegengrenita, xieïta
04.BC - Amb cations de mida mitja i gran
04.BC.05 - Marokita
04.BC.10 - Dmitryivanovita
04.BD - Amb només cations de mida gran
04.BD.05 - Mini
04.C - Metall: Oxigen = 2:3, 3:5, i similars
04.CA - Amb petits cations
04.CB - Amb cations de mida mitja
04.CB.05 - Brizziïta, corindó, ecandrewsita, eskolaïta, geikielita, hematites, ilmenita, karelianita, melanostibita, pirofanita, akimotoïta, romanita, tistarita
04.CB.10 - Avicennita, bixbyita
04.CB.15 - Armalcolita, pseudobrookita, mongshanita
04.CB.20 - Zincohögbomita-2N2S, zincohögbomita-2N6S, magnesiohögbomita-6N6S, magnesiohögbomita-2N3S, magnesiohögbomita-2N2S, ferrohögbomita-2N2S
04.CB.25 - Pseudorútil, kleberita
04.CB.30 - Berdesinskiïta, oxivanita, olkhonskita
04.CB.35 - Schreyerita
04.CB.40 - Kamiokita, nolanita, rinmanita, iseïta, majindeïta
04.CB.45 - Claudetita, estibioclaudetita
04.CB.50 - Arsenolita, senarmontita
04.CB.55 - Valentinita
04.CB.60 - Bismita
04.CB.65 - Esferobismoïta
04.CB.70 - Sil·lenita
04.CB.75 - Kyzylkumita
04.CB.80 - Tietaiyangita
04.CC - Amb cations de mida mitja i gran
04.CC.05 - Cromobismita
04.CC.10 - Freudenbergita
04.CC.15 - Grossita
04.CC.20 - Clormayenita
04.CC.25 - Yafsoanita
04.CC.30 - Latrappita, lueshita, natroniobita, perovskita, barioperovskita, lakargiïta, megawita
04.CC.35 - Loparita-(Ce), macedonita, tausonita, isolueshita
04.CC.40 - Crichtonita, davidita-(Ce), davidita-(La), davidita-(Y), landauïta, lindsleyita, loveringita, mathiasita, senaïta, dessauïta-(Y), cleusonita, gramaccioliita-(Y)
04.CC.45 - Diaoyudaoïta, hawthorneïta, hibonita, lindqvistita, magnetoplumbita, plumboferrita, yimengita, haggertyita, nežilovita, batiferrita, barioferrita
04.CC.50 - Jeppeïta
04.CC.55 - Zenzenita
04.CC.60 - Mengxianminita
04.D - Metall: Oxigen = 1:2 i similars
04.DA - Amb cations petits: família del sílice
04.DA.05 - Quars
04.DA.10 - Òpal, tridimita
04.DA.15 - Cristobalita
04.DA.20 - Moganita
04.DA.25 - Melanoflogita
04.DA.30 - Lechatelierita
04.DA.35 - Coesita
04.DA.40 - Stishovita
04.DA.45 - Keatita
04.DA.50 - Seifertita
04.DB - Amb cations de mida mitja; cadenes que comparteixen costats d'octàedres
04.DB.05 - Argutita, cassiterita, plattnerita, pirolusita, rútil, tripuhyita, tugarinovita, varlamoffita
04.DB.10 - Byströmita, tapiolita-(Fe), tapiolita-(Mn), ordoñezita
04.DB.15 - Akhtenskita, nsutita, paramontroseïta, ramsdel·lita
04.DB.20 - Scrutinyita
04.DB.25 - Ishikawaïta, ixiolita, samarskita-(Y), srilankita, yttrocolumbita-(Y), calciosamarskita, samarskita-(Yb)
04.DB.30 - Ferberita, hübnerita, sanmartinita, krasnoselskita, heftetjernita, huanzalaïta
04.DB.35 - Columbita-(Fe), tantalita-(Fe), columbita-(Mn), tantalita-(Mn), columbita-(Mg), qitianlingita, magnocolumbita, tantalita-(Mg)
04.DB.40 - Ferrowodginita, litiotantita, litiowodginita, titanowodginita, wodginita, ferrotitanowodginita, wolframowodginita
04.DB.45 - Tivanita
04.DB.50 - Carmichaelita
04.DB.55 - Alumotantita
04.DB.60 - Biehlita
04.DC - Amb cations de mida mitja; fulles que comparteixen costats d'octàedres
04.DC.05 - Bahianita
04.DC.10 - Simpsonita
04.DD - Amb cations de mida mitja; marcs que comparteixen costats d'octàedres
04.DD.05 - Anatasa
04.DD.10 - Brookita
04.DE - Amb cations de mida mitja; amb diversos poliedres
04.DE.05 - Downeyita
04.DE.10 - Koragoïta
04.DE.15 - Koechlinita, russel·lita, tungstibita
04.DE.20 - Tel·lurita
04.DE.25 - Paratel·lurita
04.DE.30 - Bismutotantalita, bismutocolumbita, cervantita, estibiotantalita, estibiocolumbita, clinocervantita
04.DE.35 - Baddeleyita
04.DF - Amb cations grans (+- mida mitja); dímers i trímers que comparteixen costats d'octàedres
04.DF.05 - Esquinita-(Ce), esquinita-(Nd), esquinita-(Y), nioboesquinita-(Ce), nioboesquinita-(Nd), nioboesquinita-(Y), rynersonita, tantalesquinita-(Y), vigezzita
04.DF.10 - Changbaiïta
04.DF.15 - Murataïta-(Y)
04.DG - Amb cations grans (+- mida mitja); cadenes que comparteixen costats d'octàedres
04.DG.05 - Euxenita-(Y), fersmita, kobeïta-(Y), loranskita-(Y), policrasa-(Y), tanteuxenita-(Y), uranopolicrasa, itrocrasita-(Y)
04.DG.10 - Fergusonita-(Y)-β, fergusonita-(Nd)-β, fergusonita-(Ce)-β, itrotantalita-(Y)
04.DG.15 - Foordita, thoreaulita
04.DG.20 - Raspita
04.DH - Amb cations grans (+- mida mitja); plans que comparteixen costats d'octàedres
04.DH.05 - Brannerita, ortobrannerita, thorutita
04.DH.10 - Kassita, lucasita-(Ce)
04.DH.15 - Bariomicrolita, bariopiroclor, betafita, bismutomicrolita, calciobetafita, ceriopiroclor, cesstibtantita, jixianita, hidropiroclor, natrobistantita, plumbopiroclor, plumbomicrolita, plumbobetafita, estibiomicrolita, estronciopiroclor, estannomicrolita, estibiobetafita, uranpiroclor, itriobetafita, itriopiroclor, fluornatromicrolita, bismutopiroclor, hidrokenoelsmoreïta
04.DH.20 - Bismutostibiconita, oxiplumboromeïta, monimolita, cuproromeïta, stetefeldtita, estibiconita
04.DH.25 - Rosiaïta
04.DH.30 - Zirconolita
04.DH.35 - Liandratita, petscheckita
04.DH.40 - Ingersonita
04.DH.45 - Pittongita
04.DJ - Amb cations grans (+- mida mitja); marcs polièdrics
04.DJ.05 - Calciotantita, irtyshita, natrotantita
04.DK - Amb cations grans (+- mida mitja); estructures de túnel
04.DK.05 - Akaganeïta, coronadita, criptomelana, hol·landita, manjiroïta, mannardita, priderita, redledgeïta, henrymeyerita, estronciomelana
04.DK.10 - Romanechita, todorokita
04.DL - Amb cations grans (+- mida mitja); estructures del tipus de la fluorita
04.DL.05 - Cerianita-(Ce), torianita, uraninita, zirkelita, Grup de l'aeschynita
04.DL.10 - Calzirtita, tazheranita, hiärneïta
04.DM - Amb cations grans (+- mida mitja); sense classificar
04.DM.05 - Rankamaïta, sosedkoïta
04.DM.15 - Cesplumtantita
04.DM.20 - Eyselita
04.DM.25 - Kuranakhita
04.E - Metall: Oxigen = < 1:2
04.EA.05 - Tantita
04.F - Hidròxids (sense V o U)
04.FA - Hidròxids amb OH, sense H₂O; tetraedres que comparteixen vèrtex
04.FA.05 - Behoïta, clinobehoïta
04.FA.10 - Ashoverita, sweetita, wülfingita
04.FB - Hidròxids amb OH, sense H₂O; octaedres aïllats
04.FB.05 - Omsita, xakhovita
04.FB.10 - Cualstibita, zincalstibita
04.FC - Hidròxids amb OH, sense H₂O; octaedres que comparteixen angles
04.FC.05 - Bernalita, dzhalindita, söhngeïta
04.FC.10 - Burtita, mushistonita, natanita, schoenfliesita, vismirnovita, wickmanita
04.FC.15 - Jeanbandyita, mopungita, stottita, tetrawickmanita
04.FC.20 - Ferronigerite-2N1S, magnesionigerita-6N6S, magnesionigerita-2N1S, ferronigerita-6N6S, zinconigerita-2N1S, zinconigerita-6N6S
04.FC.25 - Magnesiotaaffeita-6N'3S, magnesiotaaffeita-2N'2S
04.FD - Hidròxids amb OH, sense H₂O; cadenes de octaedres que comparteixen angles
04.FD.05 - Spertiniïta
04.FD.10 - Bracewel·lita, diàspor, goethita, groutita, guyanaïta, montroseïta, tsumgallita
04.FD.15 - Manganita
04.FD.20 - Yttrotungstita-(Y), yttrotungstita-(Ce), sense nom (Nd-anàleg de la Yttrotungstita-(Ce))
04.FD.25 - Frankhawthorneïta
04.FD.30 - Khinita, parakhinita
04.FE - Hidròxids amb OH, sense H₂O; làmines d'octaedres que comparteixen angles
04.FE.05 - Amakinita, brucita, portlandita, pirocroïta, theofrastita
04.FE.10 - Bayerita, doyleïta, gibbsita, nordstrandita
04.FE.15 - Boehmita, lepidocrocita
04.FE.20 - Grimaldiïta, heterogenita
04.FE.25 - Feitknechtita, litioforita
04.FE.30 - Quenselita
04.FE.35 - Ferrihidrita
04.FE.40 - Feroxyhyta, vernadita
04.FE.45 - Quetzalcoatlita
04.FF - Hidròxids amb OH, sense H₂O; diversos poliedres
04.FF.05 - Hidroromarchita
04.FG - Hidròxids amb OH, sense H₂O; sense classificar
04.FG.05 - Janggunita
04.FG.10 - Cesarolita
04.FG.15 - Kimrobinsonita
04.FH - Hidròxids amb H₂O +- (OH); octaedres aïllats
04.FH.05 - Bottinoïta, brandholzita
04.FJ - Hidròxids amb H₂O +- (OH); octaedres que comparteixen angles
04.FJ.05 - Meymacita, sidwil·lita
04.FJ.10 - Tungstita
04.FJ.15 - Hidrotungstita, ilsemannita
04.FJ.20 - Parabariomicrolita
04.FK - Hidròxids amb H₂O +- (OH); cadenes de octaedres que comparteixen angles
04.FK.05 - Bamfordita
04.FL - Hidròxids amb H₂O +- (OH); làmines d'octaedres que comparteixen angles
04.FL.05 - Trebeurdenita, woodallita, iowaïta, jamborita, meixnerita, muskoxita, fougerita
04.FL.10 - Hidrocalumita
04.FL.15 - Kuzelita
04.FL.20 - Aurorita, calcofanita, ernienickelita, jianshuiïta
04.FL.25 - Woodruffita
04.FL.30 - Asbolana
04.FL.35 - Buserita
04.FL.40 - Rancieïta, takanelita
04.FL.45 - Birnessita
04.FL.55 - Cianciul·liïta
04.FL.60 - Jensenita
04.FL.65 - Leisingita
04.FL.70 - Akdalaïta
04.FL.75 - Cafetita
04.FL.80 - Mourita
04.FL.85 - Deloryita
04.FM - Hidròxids amb H₂O +- (OH); sense classificar
04.FM.15 - Franconita, hochelagaïta, ternovita
04.FM.25 - Beliankinita, gerasimovskita, manganbeliankinita
04.FM.30 - Silhydrita
04.FM.35 - Cuzticita
04.FN - Hidròxids amb H₂O±(OH); estructures d'octaedres que comparteixen angles o cares
04.FN.05 - Menezesita
04.G - Uranil hidròxids
04.GA - Sense cations addicionals
04.GA.05 - Metaschoepita, paraschoepita, schoepita, paulscherrerita
04.GA.10 - Ianthinita
04.GA.15 - Metastudtita, studtita
04.GB - Amb cations addicionals (K, Ca, Ba, Pb, etc.); principalment amb poliedres pentagonals UO₂(O,OH)₅
04.GB.05 - Agrinierita, compreignacita, rameauïta
04.GB.10 - Becquerelita, bil·lietita, protasita
04.GB.15 - Richetita
04.GB.20 - Bauranoïta, calciouranoïta, metacalciouranoïta
04.GB.25 - Fourmarierita
04.GB.30 - Wölsendorfita
04.GB.35 - Masuyita
04.GB.40 - Metavandendriesscheïta, vandendriesscheïta
04.GB.45 - Vandenbrandeïta
04.GB.50 - Sayrita
04.GB.55 - Curita
04.GB.60 - Iriginita
04.GB.65 - Uranosferita
04.GB.70 - Holfertita
04.GC - Amb cations addicionals; principalment amb poliedres hexagonals UO₂(O,OH)₆
04.GC.05 - Clarkeïta
04.GC.10 - Umohoïta
04.GC.15 - Spriggita
04.H - V[5+, 6+] Vanadats
04.HA - V[>4] Nesovanadats
04.HB - Uranil Sorovanadats
04.HB.05 - Carnotita, margaritasita
04.HB.10 - Sengierita
04.HB.15 - Curienita, francevillita, fritzscheïta
04.HB.20 - Metavanuralita, vanuralita
04.HB.25 - Metatyuyamunita, tyuyamunita
04.HB.30 - Strelkinita
04.HB.35 - Uvanita
04.HB.40 - Rauvita
04.HC - [6]-Sorovanadats
04.HC.05 - Pascoïta, lasalita, magnesiopascoïta
04.HC.10 - Hummerita
04.HC.15 - Sherwoodita
04.HD - Inovanadats
04.HD.05 - Rossita
04.HD.10 - Metarossita
04.HD.15 - Munirita
04.HD.20 - Metamunirita
04.HD.25 - Dickthomssenita
04.HD.30 - Ansermetita
04.HE - Filovanadats
04.HE.05 - Melanovanadita
04.HE.10 - Shcherbinaïta
04.HE.15 - Hewettita, metahewettita
04.HE.20 - Bariandita, bokita, corvusita, fernandinita, straczekita
04.HE.25 - Häggita
04.HE.30 - Doloresita
04.HE.35 - Duttonita
04.HE.40 - Cavoïta
04.HF - Tectovanadats
04.HF.05 - Bannermanita
04.HG - Òxids de V sense classificar
04.HG.05 - Fervanita
04.HG.10 - Huemulita
04.HG.15 - Vanalita
04.HG.20 - Simplotita
04.HG.25 - Vanoxita
04.HG.30 - Navajoïta
04.HG.35 - Delrioïta
04.HG.40 - Metadelrioïta
04.HG.45 - Barnesita
04.HG.50 - Hendersonita
04.HG.55 - Grantsita
04.HG.60 - Lenoblita
04.HG.65 - Satpaevita
04.J - Arsenits, antimonits, bismutits, sulfits, selenits, tel·lurits, iodats
04.JA - Arsenits, antimonits, bismutits; sense anions addicionals, sense H₂O
04.JA.05 - Leiteïta
04.JA.10 - Reinerita
04.JA.15 - Karibibita
04.JA.20 - Kusachiïta, schafarzikita, trippkeïta
04.JA.25 - Apuanita
04.JA.30 - Versiliaïta
04.JA.35 - Schneiderhöhnita
04.JA.40 - Zimbabweïta
04.JA.45 - Ludlockita
04.JA.50 - Paulmooreïta
04.JA.55 - Stibivanita
04.JA.60 - Chadwickita
04.JB - Arsenits, antimonits, bismutits; amb anions addicionals, sense H₂O
04.JB.05 - Fetiasita
04.JB.10 - Manganarsita
04.JB.15 - Magnussonita
04.JB.20 - Armangita
04.JB.25 - Nanlingita
04.JB.30 - Asbecasita
04.JB.35 - Stenhuggarita
04.JB.40 - Trigonita
04.JB.45 - Finnemanita
04.JB.50 - Gebhardita
04.JB.55 - Derbylita, tomichita, graeserita
04.JB.60 - Hemloïta
04.JB.65 - Freedita
04.JB.70 - Georgiadesita
04.JB.75 - Ekatita
04.JC - Arsenits, antimonits, bismutits; sense anions addicionals, amb H₂O
04.JC.05 - Cafarsita
04.JC.10 - Lazarenkoïta
04.JC.15 - Rouseïta
04.JC.20 - Vajdakita
04.JD - Arsenits, antimonits, bismutits; amb anions addicionals, amb H₂O
04.JD.05 - Nealita
04.JD.10 - Seelita
04.JD.15 - Tooeleïta
04.JE - Sulfits
04.JE.05 - Gravegliaïta
04.JE.10 - Hannebachita
04.JE.15 - Orschallita
04.JE.20 - Scotlandita
04.JF - Selenits sense anions addicionals, sense H₂O
04.JF.05 - Molybdomenita
04.JG - Selenits amb anions addicionals, sense H₂O
04.JG.05 - Prewittita, georgbokiïta, parageorgbokiïta
04.JG.10 - Cloromenita
04.JG.15 - Sofiïta
04.JG.20 - Ilinskita
04.JG.25 - Francisita
04.JG.30 - Derriksita
04.JG.35 - Burnsita
04.JG.40 - Al·localcoselita
04.JH - Selenits sense anions addicionals, amb H₂O
04.JH.05 - Calcomenita
04.JH.10 - Ahlfeldita, clinocalcomenita, cobaltomenita
04.JH.15 - Mandarinoïta
04.JH.20 - Orlandiïta
04.JH.25 - Larissaïta
04.JJ - Selenits amb anions addicionals, amb H₂O
04.JJ.05 - Marthozita
04.JJ.10 - Guil·leminita
04.JJ.15 - Piretita
04.JJ.20 - Demesmaekerita
04.JJ.25 - Haynesita
04.JK - Tel·lurits sense anions addicionals, sense H₂O
04.JK.05 - Winstanleyita, walfordita
04.JK.10 - Spiroffita, zincospiroffita
04.JK.15 - Balyakinita
04.JK.20 - Rajita
04.JK.25 - Carlfriesita
04.JK.30 - Denningita
04.JK.35 - Chekhovichita
04.JK.40 - Smirnita
04.JK.45 - Choloalita
04.JK.50 - Fairbankita
04.JK.55 - Plumbotel·lurita
04.JK.60 - Magnolita
04.JK.65 - Moctezumita
04.JK.70 - Schmitterita
04.JK.75 - Cliffordita
04.JL - Tel·lurits amb anions addicionals, sense H₂O
04.JL.05 - Rodalquilarita
04.JL.10 - Mackayita
04.JL.15 - Mroseïta
04.JL.20 - Pingguïta
04.JL.25 - Tlapallita
04.JL.30 - Girdita
04.JM - Tel·lurits sense anions addicionals, amb H₂O
04.JM.05 - Keystoneïta, kinichilita, zemannita
04.JM.10 - Blakeïta, emmonsita
04.JM.15 - Graemita
04.JM.20 - Teineïta
04.JN - Tel·lurits amb anions addicionals, amb H₂O
04.JN.05 - Sonoraïta
04.JM.10 - Poughita
04.JM.15 - Cesbronita
04.JM.20 - Eztlita
04.JM.25 - Oboyerita
04.JM.30 - Juabita
04.K - Iodats
04.KA - Iodats sense anions addicionals, sense H₂O
04.KA.05 - Lautarita
04.KB - Iodats amb anions addicionals, sense H₂O
04.KB.05 - Salesita
04.KB.10 - Schwartzembergita
04.KB.15 - Seeligerita
04.KC - Iodats sense anions addicionals, amb H₂O
04.KC.05 - Bel·lingerita
04.KC.10 - Brüggenita
04.KD - Iodats amb anions addicionals, amb H₂O
04.KD.05 - Dietzeïta
04.KD.10 - George-ericksenita
04.?? - Òxids sense classificar
04.?? - Aspedamita